# Piasecki Heli-Stat

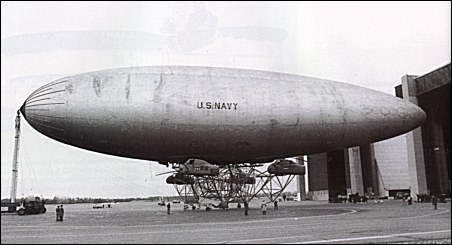
Piasecki Heli-Stat Prototyp

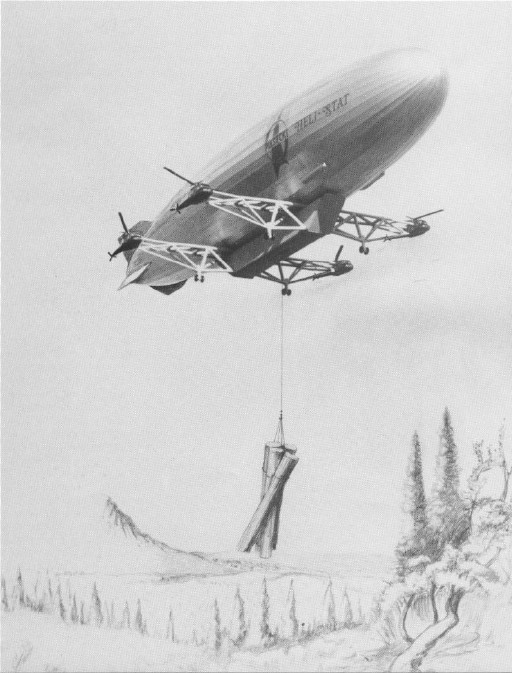
Künstlerische Darstellung eines Heli-Stat

Der Piasecki Heli-Stat, auch: Piasecki PA-97 war ein Mitte der 1980er Jahre durch die Piasecki Aircraft Corporation ausgeführte Versuchsanordnung für den Transport schwerer Lasten durch die Luft. Ein Luftschiff wurde hierbei als Auftriebskörper mit vier Hubschrauberrotoren kombiniert, um so als Transportluftschiff eingesetzt werden zu können.
Der Heli-Stat bestand aus dem Luftschiffteil eines US-Marineluftschiffes vom Typ ZPG-2W, das den statischen Auftrieb liefern sollte und vier Hubschrauberrotoren, die von Sikorsky S-58-Hubschraubern stammten und den dynamischen Auftrieb liefern sollten. Die Steuerung erfolgt im Wesentlichen wie bei einem herkömmlichen Hubschrauber. Die vier Rotoreinheiten waren miteinander verbunden und wurden von einem der Hubschrauberpiloten gesteuert. Die Piloten in den anderen Maschinen überwachten dabei nur ihr Gerät.
Auftraggeber war die US-Marine, die für das US-Forstministerium den Nachweis erbringen wollte, dass es möglich ist, mit Fluggeräten den Holzeinschlag auch in schwierigem Gelände kostengünstig und ökologisch zu gestalten. Es waren Entwicklungen für den Transport von Lasten bis 200 Tonnen geplant.
Die Entwicklung begann im Jahr 1979 in Lakehurst. 1984 musste das Trägergerüst der vier Rotoren neu konstruiert werden, da es bei einem Belastungstest versagt hatte. Der Erstflug der mit dem Kennzeichen N1897Z versehen Maschine erfolgte am 26. April 1986.
Am 1. Juli 1986 stürzte die Maschine ab und wurde vollständig zerstört. Dabei kam einer der Piloten um, drei weitere wurden schwer, einer leicht verletzt. Der Unfall wurde u. a. mit Filmaufnahmen dokumentiert.
Bei den Flugversuchen wurde ein Leistungsabfall in Hubschrauber 3 festgestellt. Daraufhin wurden die Versuche abgebrochen und die Maschine sollte an den Ankermast gelegt werden. Kurz vor dem Festmachen erfasste eine seitliche Windböe das Fluggerät. Der Pilot konnte die Bewegungen auf dem Boden nicht mit den ihm zur Verfügung stehenden Steuerorganen ausgleichen und versuchte zu starten. Das provisorische Fahrwerk, das über keine Bremsen oder Dämpfer verfügte, geriet in Schwingungen und schaukelte sich auf, was sich auf die gesamte Konstruktion übertrug. Daraufhin brachen die Hubschrauber von der Konstruktion ab.
Der Leistungsabfall in Hubschrauber 3 wurde im Flugunfallbericht auf ein fehlendes Teil in der Verbindung des Gashebelsystems zurückgeführt. Als weitere Faktoren kamen hinzu:
- Schwingungen im Fahrgestell
- Schwingungen des Rotorsystems
- Keine Bremsen am Fahrgestell
- keine Steuermöglichkeit des Fahrgestells

## Technische Daten des Prototyps
| Kenngröße                    | Daten                                          |
| ---------------------------- | ---------------------------------------------- |
| Antrieb                      | 4 Wright R-1820-84A mit je 1.122 kW (1.525 PS) |
| Breite                       | 60,50 m                                        |
| Länge                        | 74,07 m                                        |
| Leermasse                    | 24.895 kg                                      |
| Flugmasse                    | 50.469 kg                                      |
| Höchstgeschwindigkeit        | 132 km/h                                       |
| Dienstgipfelhöhe             | 3.810 m                                        |
| Maximale Reichweite          | 3.307 km                                       |
| Reichweite mit max. Zuladung | 80 km                                          |
| geplante Nutzlast            | 26.000 kg                                      |

## Ähnliche Projekte
- Am 8. Juli 2008 gab Boeing bekannt, gemeinsam mit der kanadischen Firma SkyHook ein dem Heli-Stat sehr ähnliches Gerät für eine Nutzlast von bis zu 40 t unter der Bezeichnung JHL-40 (Jess Heavy Lifter) entwickeln zu wollen.[1] 2010 wurde das Projekt mangels Finanzierung gestoppt. Es wäre eine staatliche Unterstützung in der Größenordnung von 100 Millionen US-Dollar notwendig gewesen, Die Kosten zur Entwicklung des ersten Prototyps wurden auf 220 Millionen Dollar geschätzt.[2]